# Хабаров, Иван Филиппович
Ива́н Фили́ппович Хаба́ров (род. 6 июля 1947, Мучкап, Тамбовская область) — государственный и политический деятель Ленинградской области, председатель Законодательного собрания Ленинградской области с 2007 по 2011 годы.

## Биография
Иван Филиппович Хабаров родился 6 июля 1947 года в селе Мучкап Мучкапского района Тамбовской области, ныне рабочий посёлок Мучкапский — административный центр того же района той же области.
- В 1969 году начал трудовую деятельность в совхозе «Детскосельский»
- В 1975 году окончил Ленинградский сельскохозяйственный институт
- В 1976—1982 годах работал в Тосненском горкоме КПСС
- В 1982—1986 годах занимал пост первого заместителя председателя исполкома Тосненского городского Совета народных депутатов
- В 1984 году окончил Ленинградскую высшую партийную школу
- В 1986—1991 годах возглавлял исполком Лужского, а затем — Тосненского городских Советов народных депутатов, работал первым секретарем Тосненского городского комитета КПСС
- В 1991—1996 годах — глава администрации Тосненского района
- В 1996—2005 годах — глава муниципального образования «Тосненский район Ленинградской области»
- В 2006—2007 годах — глава муниципального образования «Тосненский район Ленинградской области», Председатель Президиума Совета муниципальных образований Ленинградской области
- 11 марта 2007 года избран депутатом Законодательного собрания Ленинградской области
- 21 марта 2007 года вступил в должность Председателя законодательного собрания Ленинградской области

Член политической партии «Единая Россия».
Женат, имеет двоих детей. Увлекается спортом и рыбалкой.

## Награды и звания
- Орден Почёта (1997)
- Медаль ордена «За заслуги перед Отечеством» II степени (2002)
- Медаль «За трудовое отличие»
- Медаль «За доблестный труд. В ознаменование 100-летия со дня рождения В. И. Ленина»
- Кавалер испанского королевского ордена «За гражданские заслуги»[1].
- Знак отличия «За вклад в развитие Ленинградской области»
- Почётный гражданин Ленинградской области (2012)
- Памятная медаль «20 лет Законодательному собранию Ленинградской области» (2014)